# Kralován
Kralován (szlovákul Kraľovany) község Szlovákiában, a Zsolnai kerületben, az Alsókubini járásban.

## Fekvése
Alsókubintól 18 km-re délnyugatra, a Vág jobb partján, az Árva-folyó torkolatánál fekszik.

## Története
A település első említése 1241-ben „Kiralyihaza” néven történt, amikor IV. Béla király a tatárok elől menekülve a Vág és az Árva folyók találkozásánál kíséretével megpihent. A korabeli források szerint a későbbi falu erről az eseményről kapta a nevét. A falu létezéséről 1363-ban történik az első említés abban az oklevélben, melyben a Szucsány és Rózsahegy közötti út menti településként szerepel. 1420-ban királyi birtokként Árva várának tartozéka. Később a Thurzó család szerzi meg a birtokot, 1596-ban és 1607-ben már az itteni halastó a család tulajdonaként szerepel. A település sajátos módon adózott, lakói ugyanis természetben, hallal fizettek adót. A vágvölgyi település a tutajosok egykori kiindulóhelye volt. A Thurzók a tutajozás után fizetett vámból is nagy haszonra tettek szert. 1625-ben 14 családban 70 lakos élt a községben. 1647-től malom és fűrésztelep működött a faluban. A lakosság legnagyobb része a tutajozásból és favágásból élt. 1715-ben 32 család élt itt 160 lakossal.
A 18. század végén Vályi András így ír róla: „KRALOVÁN. Tót falu Árva Várm. földes Ura a’ K. Kamara, lakosai katolikusok, fekszik Motko Szent Kereszthez nem meszsze, és annak filiája, Vág vize mellett, szűk határja soványas, vagyonnyia selejtesek, lakosai fával való kereskedésből élnek, itten foly öszve Árva vize, Vág vizével.”
Első iskolája 1810-ben épült, a helyén ma a templom áll. 1828-ban 59 házában 416 lakos élt.
Fényes Elek 1851-ben kiadott geográfiai szótárában így ír a faluról: „Kralován, tót falu, Árva vm., a Vágh jobb partján, hol t. i. az Árva vize bele ömlik: 1 kath., 406 evang., 9 zsidó lak. Fekszik igen magas hegyek között. Van vendégfogadó, 6 5/8 sessiója, roppant erdeje, mellyben medvét, őzet lőhetni; és egy nevezetes kikötőhelye, hol minden árvai szálhajó megáll. F. u. az árvai urad. Ut. p. Rosenberg.”
A település fejlődésében jelentős szerepet játszott a Rózsahegy-Kralován, majd a Kralován-Árvaváralja vasútvonal megépülése, mely fontos közlekedési csomóponttá tette. A 20. század elején nevét Vágkirályházára magyarosították. A trianoni diktátumig Árva vármegye Alsókubini járásához tartozott.
A tutajozás lényegében egészen a 20. század közepéig folyt.

## Népessége
| Év:            | 1994. | 2004.   | 2014.   | 2024.   |
| -------------- | ----- | ------- | ------- | ------- |
| Emberek száma: | 478   | 465     | 443     | 430     |
| Eltérés:       |       | -2,71 % | -4,73 % | -2,93 % |

| Év:            | 2023. | 2024.   |
| -------------- | ----- | ------- |
| Emberek száma: | 429   | 430     |
| Eltérés:       |       | +0,23 % |

1910-ben 550, túlnyomórészt szlovák anyanyelvű lakosa volt.
2001-ben 469 lakosából 455 szlovák volt.
2011-ben 458 lakosából 442 szlovák volt.

## Nevezetességei
- Evangélikus temploma a korábbi iskola helyén 1913-ban épült.

## Külső hivatkozások
- Hivatalos oldal
- Alapinformációk
- Községinfó
- Kralován Szlovákia térképén
- E-obce.sk Archiválva 2008. október 5-i dátummal a Wayback Machine-ben